# Nedves hőmérséklet
A nedves hőmérséklet (wet-bulb termperature, WBT) egy vízzel átitatott textillel borított hőmérő (nedves hőmérsékletmérő) által leolvasott hőmérséklet, amely körül levegő áramlik. 100%-os relatív páratartalom esetén a nedves hőmérséklet megegyezik a levegő hőmérsékletével (száraz hőmérséklet); alacsonyabb páratartalom esetén a nedves hőmérséklet alacsonyabb, mint a száraz hőmérséklet a párolgási hűtés miatt.
A nedves hőmérséklet egy olyan levegőcsomag hőmérséklete, amelyet teljes telítettségi állapotra hűtöttek le a benne levő nedvesség elpárologtatásával (100% relatív páratartalom), a levegőcsomag látens hőjének segítségével. A nedves hőmérsékletű hőmérő a valódi (termodinamikai) nedves hőmérséklethez közeli hőmérsékletet mutat. A nedves hőmérséklet az a legalacsonyabb hőmérséklet, amelyet az aktuális környezeti feltételek mellett el lehet érni kizárólag a víz párolgása által okozott lehűléssel.
Még a meleghez alkalmazkodott emberek sem végezhetnek normális szabadtéri tevékenységet 32°C nedves hőmérséklet felett, ami 55°C hőindexnek felel meg. Az emberi túlélés elméleti határa néhány óránál hosszabb ideig az árnyékban, még korlátlan mennyiségű vízzel is, 35°C; ez elméletileg 70°C hőindexnek felel meg (bár a hőindex-skála ilyen érteket nem érhet el). 

## Magyarázata
Ha egy hőmérő érzékelője teljesen átnedvesített, vékony textilbe van csavarva akkor másképp viselkedik, mintha szabadon állna. Minél szárazabb a levegő a nedvesség annál gyorsabban elpárolog. Minél gyorsabban párolog annál alacsonyabb lesz az érzékelő hőmérséklete a környezet levegőjéhez képest.
A víz csak akkor tud elpárologni, ha a körülötte lévő levegő több vizet tud magába fogadni. Ezt úgy mérjük, hogy összehasonlítjuk, hogy mennyi víz van a levegőben ahhoz képest amennyit a levegő maximálisan tartalmazni képes: ezt nevezzük relatív páratartalomnak. 
A 0% relatív páratartalom azt jelenti, hogy a levegő teljesen száraz, a 100% pedig azt, hogy a levegőben minden víz benne van, amit jelen körülmények között képes megtartani, és nem tud több vizet felvenni (semmilyen forrásból).
Ez részben oka az ember által észlelt hőmérséklet és a mért hőmérséklet a különbségének. Minél szárazabb a levegő, annál több nedvességet tud megtartani a már benne lévőn túl, és annál könnyebben párolog el a plusz víz. Ennek az az eredménye, hogy a szárazabb levegőben az izzadság gyorsabban párolog el, így a bőr gyorsabban lehűl. Ha a relatív páratartalom 100%, akkor nem tud elpárologni a víz, és izzadással vagy párolgással történő hűtés nem lehetséges.
Ha a relatív páratartalom 100%-os, a nedves hőmérő sem tud már párolgás útján hűlni, így ugyanazt fogja leolvasni, mint egy becsomagolatlan hőmérő.